# Somali National Television
Somali National Television (en somali : Telefishinka Qaranka Soomaaliyeed) est l'unique chaîne de télévision publique de la Somalie. Remise en service au début de l'année 2011, après une interruption de près de vingt ans, elle est diffusée par voie hertzienne dans une petite partie du pays, les nombreuses zones d'ombre étant palliées par une diffusion satellitaire. Basée à Mogadiscio, elle dépend du gouvernement de transition et est placée sous la tutelle du ministère de l'information, des postes et des télécommunications.
La remise en service de la télévision d'état, abandonnée après la chute du dictateur Mohamed Siad Barre en 1991 reste longtemps un « vœu pieux » du fait de l'instabilité du pays, confronté à une terrible guerre civile et à un éparpillement des pouvoirs, entre seigneurs de la guerre et milices islamistes, au détriment du gouvernement de transition. Le 18 mars 2011, des tests sont menés, en présence du ministre de l'information du gouvernement de transition. La télévision d'état est inaugurée quelques jours plus tard, le 4 avril 2011, en présence du président de la République, Sharif Sheikh Ahmed, qui voit à travers ce symbole « un jour historique pour le peuple somalien ».
La télévision somalienne émet 24 heures sur 24. Sa grille des programmes est essentiellement composée de journaux télévisés, de magazines, de débats et d'émissions politiques, permettant au gouvernement de contrer la propagande des milices Al-Shabbaab, qui disposent de deux chaînes de télévision : GBC et Al-Kata'ib. L'antenne est également occupée par de la musique et des émissions religieuses (lectures et commentaires du Coran, prières).